# Чивидини, Альберто
Альберто Чивидини (23 февраля 1907 — 31 октября 1961) — аргентинский футболист, который был в составе сборной своей страны на чемпионате мира 1930 года.

## Карьера

### Клубная
Первым клубом Альберто Чивидини, в котором он играл с 1929 по 1930 год стал «Сентраль Норте». Через год он перешёл в «Эстудиантил Портеньо», где оставался всего лишь один год, и в 1932 году Чивидини перешёл в «Сан-Лоренсо де Альмагро». В клубе из Буэнос-Айреса он играл вместе с бразильским нападающим Валдемаром де Брито и испанским форвардом Исидро Лангарой. «Сан-Лоренсо» удалось выиграть чемпионат Аргентины по футболу в сезоне 1933 года, когда команда заняла первое место в таблице, будучи на одно впереди «Бока Хуниорс». В 1936 году Чивидини не смог выиграть второй титул, так как его клуб уступил золото «Ривер Плейту». Он закончил свою футбольную карьеру в 1938 году в возрасте 31 года.

### Карьера в сборной
В сборной Аргентины Альберто Чивидини играл в 1929—1930 годах (всего 3 матча). Он сыграл свой первый международный матч 10 ноября 1929 года против Парагвая на чемпионате Южной Америки. Аргентина выиграла матч со счётом 4:1 на стадионе «Нуэво Гасометро» в Буэнос-Айресе. В этом же турнире он сыграл во второй раз, в том матче была одержана победа со счётом 2:0 над Уругваем, на том же стадионе. Через год Чивидини был взят тренером Аргентины Франсиско Оласаром на чемпионат мира 1930 года. На турнире в Уругвае Альберто Чивидини сыграл один матч, когда Аргентина одержала победу со счётом 6:3 над Мексикой на «Сентенарио», Монтевидео, в матче группового раунда. На турнире он больше не играл, в то время как его команда добралась до финала, где затем уступила хозяевам, Уругваю. После окончания чемпионата мира Чивидини завершил международную карьеру.